# Media Molecule
Media Molecule är ett brittiskt datorspelsföretag grundat i Guildford i Surrey år 2006. Grundarna heter Mark Healey, Alex Evans, Dave Smith och Kareem Ettouney. Det är ett dotterbolag till Sony Computer Entertainment.
Företagets första spel var Playstation 3-spelet Little Big Planet. Sedan kom spelet Little Big Planet Game Of The Year Edition som har samma banor som Little Big Planet. Men där får man med ett "Metal Gear Solid nivå"-paket och ett "Historiskt nivå"-paket. Uppföljaren heter Little Big Planet 2 som kom ut januari 2011.

## Utgivna spel
Spel Media Molecule har gett ut:
- Little Big Planet (2008, PS3)
- Little Big Planet (2009, nerbantad version för PSP)
- Sackboy's Prehistoric Moves (2010, PS3)
- Little Big Planet 2 (2011, PS3)
- Dreams (2020, PS4)